# Folkinitiativet för bankreform

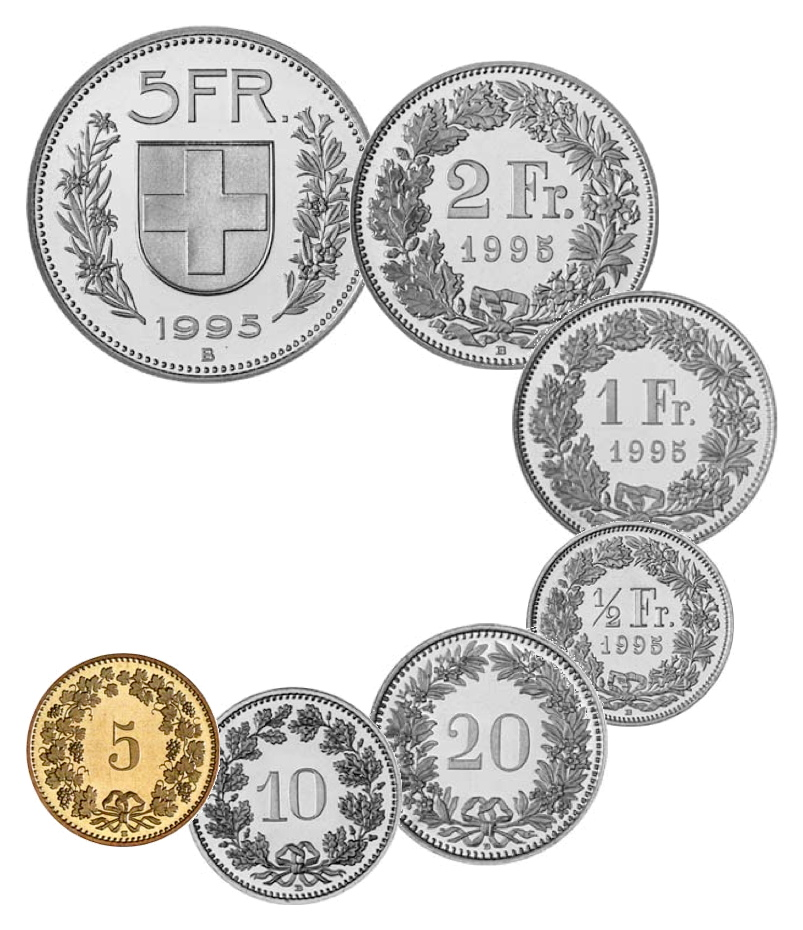
Schweizisk franc.

Folkinitiativet för bankreform (tyska: Vollgeld Initiative) är en kampanj i Schweiz syftande att lyfta frågan om bankreform i landet. 2015 hade kampanjgruppen samlat ihop 119 000 namnunderskrifter och därmed uppfyllt kravet för en nationell folkomröstning.
En omröstning om initiativet var planerad till 10 juli 2018. 